# Chris Raaber
Chris Raaber , né le 6 septembre 1981 à Leoben, est un catcheur autrichien qui travaille sur le circuit indépendant.

## Carrière

### All Japan Pro Wrestling (2011-2014)
Il participe ensuite au Ōdō Tournament 2013. Lors du premier tour, il bat KENSO. Lors du second tour, il bat Takao Omori. Lors des Semi-Finales, il perd contre Akebono et est éliminé du tournoi.

### Qatar Pro Wrestling (2013-2017)
Le 11 avril 2015, il conserve son titre contre Jinder Mahal.

## Palmarès
- Pro Wrestling Zero1
  - 1 fois Zero1 World Heavyweight Championship

- Qatar Pro Wrestling
  - 1 fois QPW Heavyweight Championship

- Wawan Wrestling Championship
  - 1 fois WWC Heavyweight Championship (actuel)

- Westside Xtreme Wrestling
  - 1 fois wXw World Heavyweight Championship
  - wXw #1-Contender Tournament (2001, 2002)